# 莫纳斯泰罗洛-迪萨维利亚诺
莫纳斯泰罗洛-迪萨维利亚诺（義大利語：Monasterolo di Savigliano），是意大利库内奥省的一个市镇。总面积15平方公里，人口1282人，人口密度85.5人/平方公里（2009年）。ISTAT代码为004128。